# Arco dos Sérgios

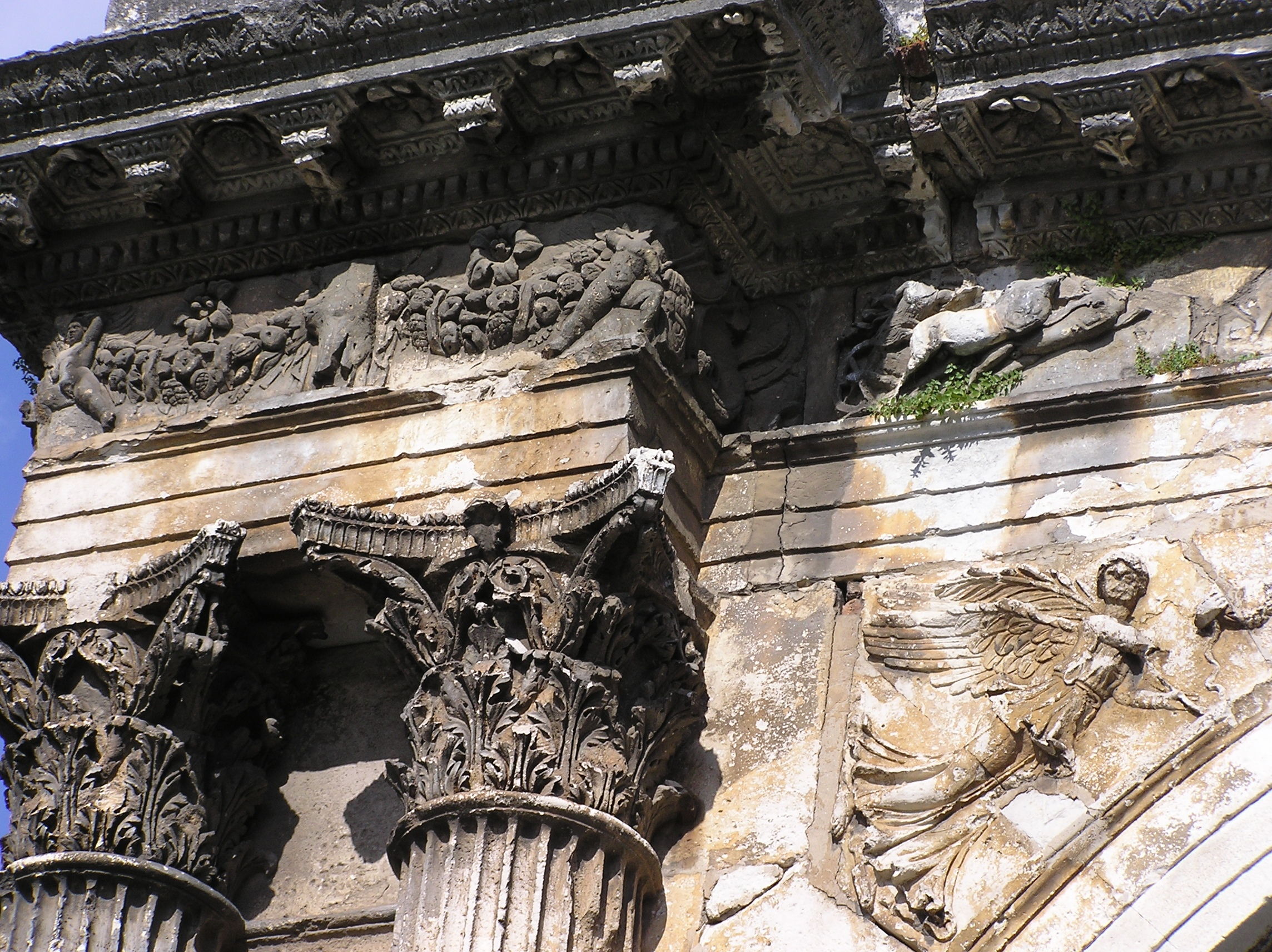
Detalhe do Arco dos Sérgios

Arco dos Sérgios é um arco do triunfo da Roma Antiga localizado em Pula, Croácia. O arco comemora três irmãos da gens Sergia, especificamente Lúcio Sérgio Lépido, um tribuno servindo na vigésima-nona legião que participou da Batalha de Áccio e dispersada em 27 a.C.. Isto sugere uma data aproximada de construção: 29−27 a.C. O arco ficava atrás do portão naval da antiga colônia romana. Os Sérgios eram uma gens poderosa de oficiais na colônia e mantiveram seu poder por séculos.
O arco do triunfo honorário, originalmente um portão da cidade, foi erigido como um símbolo da vitória em Áccio. Foi pago pela esposa de Lépido, Sálvia Póstuma Sérgia, irmã dos três irmãos. Ambos os nomes estão gravados na pedra junto aos de Lúcio Sérgio e Gaio Sérgio, o pai e o tio do honrado, respectivamente. Na sua forma original, estátuas dos dois mais velhos flanqueavam os lados de Lépido no topo do arco. Em ambos os lados da inscrição um friso mostra cupidos, guirlandas e bucrânios.
Este pequeno arco com pares de colunas coríntias e vitórias aladas nas juntas, foi construído na fachada de um portão (Porta Áurea) nas muralhas, então a parte visível da cidade foi decorada. A decoração é de estilo helenístico tardio, com grandes influências da Ásia Menor. O baixo relevo do friso representa uma cena com uma biga de guerra puxada por cavalos.
O arco atraiu a atenção de muitos artistas, inclusive Michelangelo.